# Nowogród
Nowogród – miasto w woj. podlaskim, w powiecie łomżyńskim, nad Narwią, ok. 15 km od Łomży. Jest siedzibą gminy miejsko-wiejskiej Nowogród. Nowogród położony jest na skarpie, na przeciwko ujścia Pisy do Narwi. Rzeki te stanowią szlaki spływów kajakowych, łącząc dorzecze Wisły z Wielkimi Jeziorami Mazurskimi.
W miejscowości znajduje się kościół, który jest siedzibą parafii Narodzenia NMP.

## Historia
W XIV wieku na wysokim brzegu Narwi, gdzie obecnie znajduje się skansen, wybudowano gród o umocnieniach drewniano-ziemnych.
Pierwsze pisemne wzmianki o Nowogrodzie pochodzą z 27 grudnia 1355. Mówią one o nadaniu przez króla Kazimierza Wielkiego ziemi warszawskiej Siemowitowi III.  Od Siemowita III w 1375 r. Nowogród otrzymał jego syn Janusz I Starszy. On to zbudował murowany zamek w miejsce spalonego wcześniej dwukrotnie drewnianego grodu kasztelańskiego.
W 1434 roku książę mazowiecki Bolesława IV nadał prawa miejskie. Uważa się to nadanie jako potwierdzenie praw uzyskanych wcześniej od księcia Janusza I.  W 1869 Nowogród utracił je w ramach represji po powstaniu styczniowym, a następnie zostały przywrócone wraz z odzyskaniem przez Polskę niepodległości. W XIV wieku miasto było siedzibą kasztelanii oraz stolicą ziemi (terra) w ramach nowego podziału administracyjno-terytorialnego . Ziemia nowogrodzka jako oficjalna nazwa funkcjonowała jeszcze w XV wieku, aby z czasem zaniknąć na rzecz określenia: ziemia łomżyńska.
Miasto królewskie Korony Królestwa Polskiego w województwie mazowieckim. W Nowogrodzie mieścił się także sąd bartny.
W XVI w. miasto stało się ważnym ośrodkiem rzemiosła i handlu, eksportowano zboże, produkty leśne oraz żelazo z okolicznych kuźnic. W XVII w. było siedzibą starosty i sądu bartnego. W 1794 podczas Insurekcji kościuszkowskiej miasto było jednym punktów polskiej obrony na linii Narwi. W czasie powstania listopadowego w mieście i okolicy doszło do bitwy, w trakcie której oddziały polskie zaatakowały garnizon rosyjski stacjonujący w mieście.
W czasie I wojny światowej na Narwi koło Nowogrodu utrzymywał się przez 3 miesiące front rosyjsko-niemiecki co spowodowało poważne zniszczenie miejscowości.
Po wybuchu II wojny światowej miasto było miejscem zaciętych walk, toczonych w ramach kampanii wrześniowej. Do obrony wykorzystane były m.in. schrony bojowe, wybudowane latem 1939 w granicach miasta i na przyległych do niego terenach (odcinek Nowogród–Szablak).
Społeczność żydowska posiadała w mieście synagogę oraz szkołę. Prawdopodobnie cheder lub Talmud-Torę. Synagoga powstała pod koniec osiemnastego wieku. Był to drewniany budynek. We wrześniu 1939 została zniszczona. Szkoła znajdowała się przy Rynku. Po wojnie budynek wykorzystywano na cele oświatowe, obecnie pustostan. 
W czasie walk toczonych w dniach 10-14 września 1944 przez Armię Czerwoną z wojskami niemieckimi zabudowa Nowogrodu uległa całkowitemu zniszczeniu. Zdobycie miasta przez żołnierzy Armii Czerwonej kończyło pięcioletnią okupację niemiecką. 
W 1978 miejscowość odznaczono – za zasługi w wojnie obronnej z 1939 – Orderem Krzyża Grunwaldu III klasy.
W latach 1975–1998 miasto administracyjnie należało do woj. łomżyńskiego. Według danych z 1 stycznia 2018 Nowogród liczył 2173 mieszkańców.
W Nowogrodzie znajduje się gimnazjum im. papieża Jana Pawła II oraz szkoła podstawowa, której patronem jest założyciel miejscowego skansenu kurpiowskiego – Adam Chętnik.

## Demografia

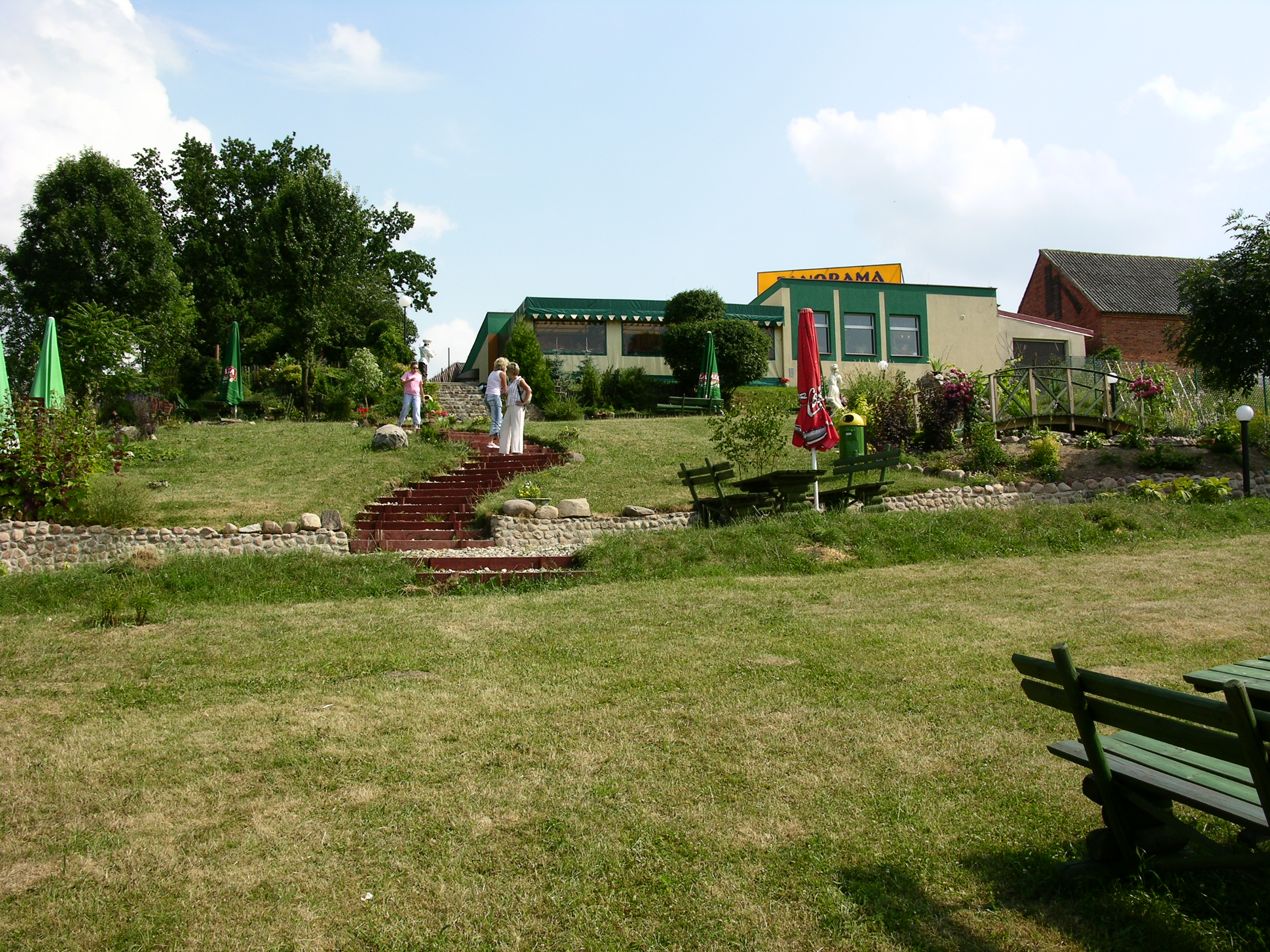
Dawna restauracja Panorama w Nowogrodzie dziś pod nazwą Wiszące Ogrody nad Narwią

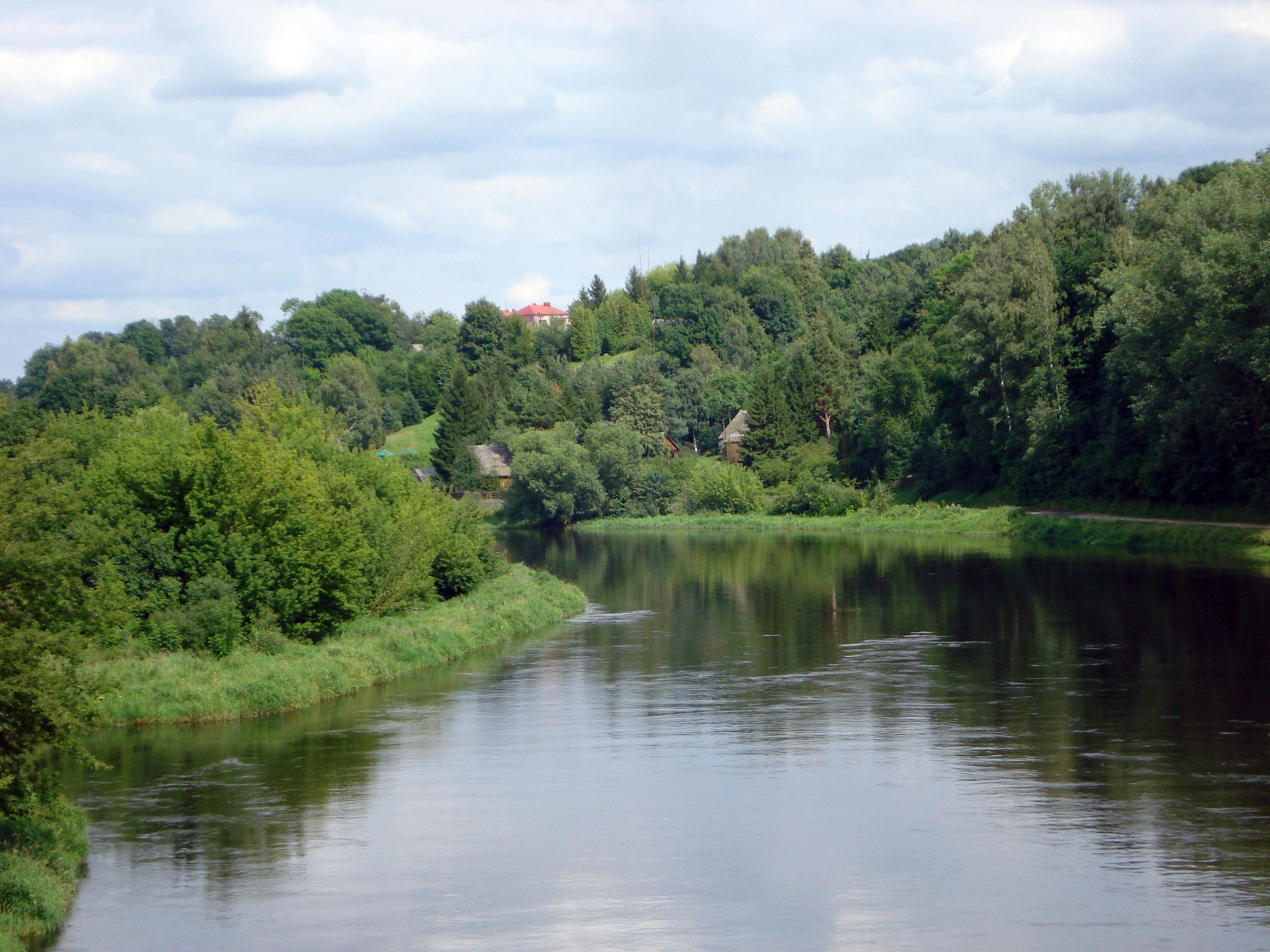
Nowogród, widok z mostu na skansen kurpiowski

- Według Powszechnego Spisu Ludności z 1921 roku wieś zamieszkiwało 1856 osób, 1294 było wyznania rzymskokatolickiego, 43 prawosławnego, 5 ewangelickiego a 514 mojżeszowego. Jednocześnie 1310 mieszkańców zadeklarowało polską przynależność narodową, 42 rosyjską, 502 żydowską, 1 litewską a 1 rusińską. Było tu 297 budynków mieszkalnych[13].
- W 1937 mieszkało tutaj 260 rolników, 60 kupców, 15 stolarzy, 17 szewców, 6 młynarzy, ponadto funkcjonowały 34 sklepy.
- Piramida wieku mieszkańców Nowogrodu w 2014 roku[12]:

## Obiekty zabytkowe

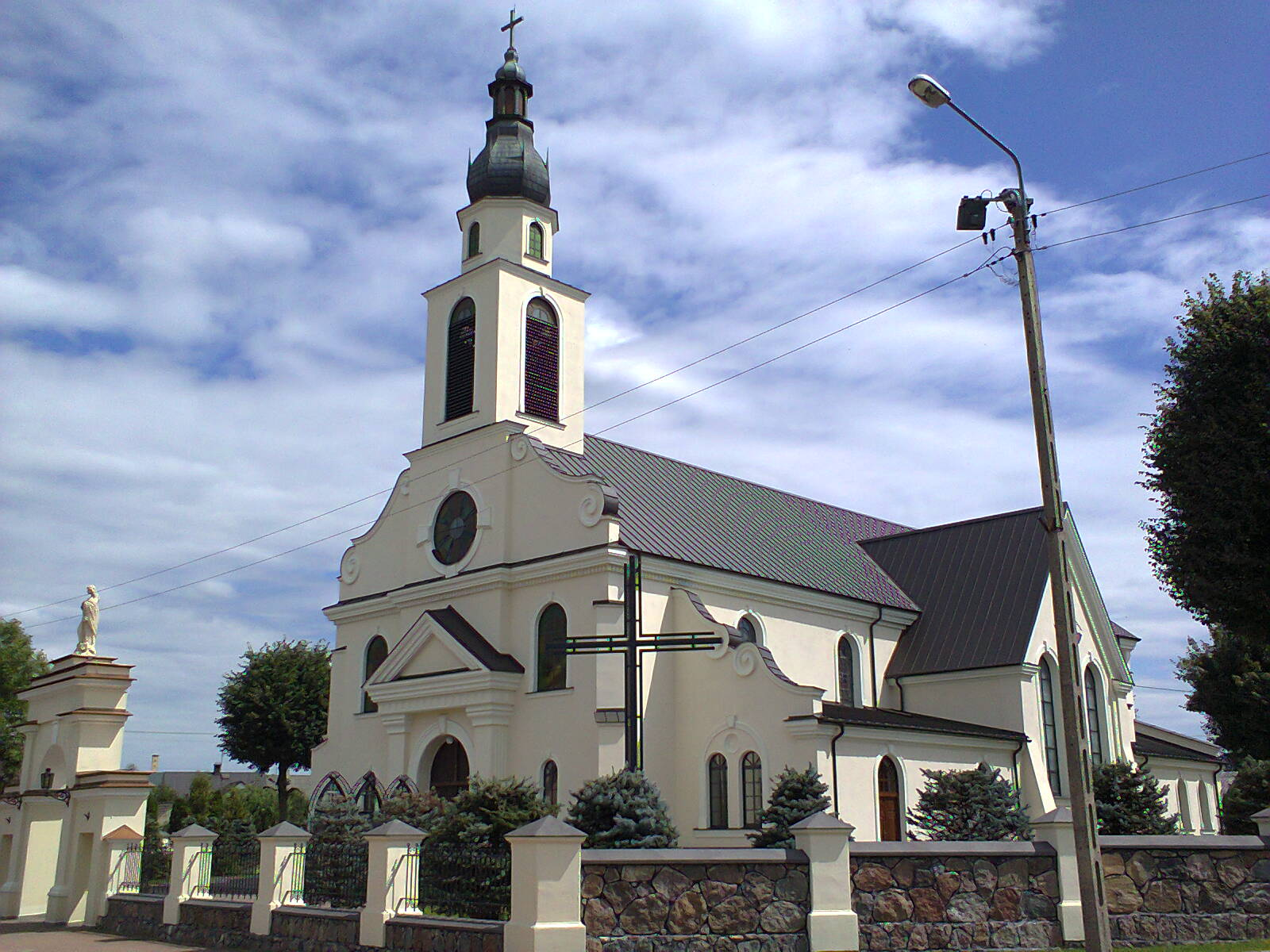
Kościół Narodzenia Najświętszej Maryi Panny

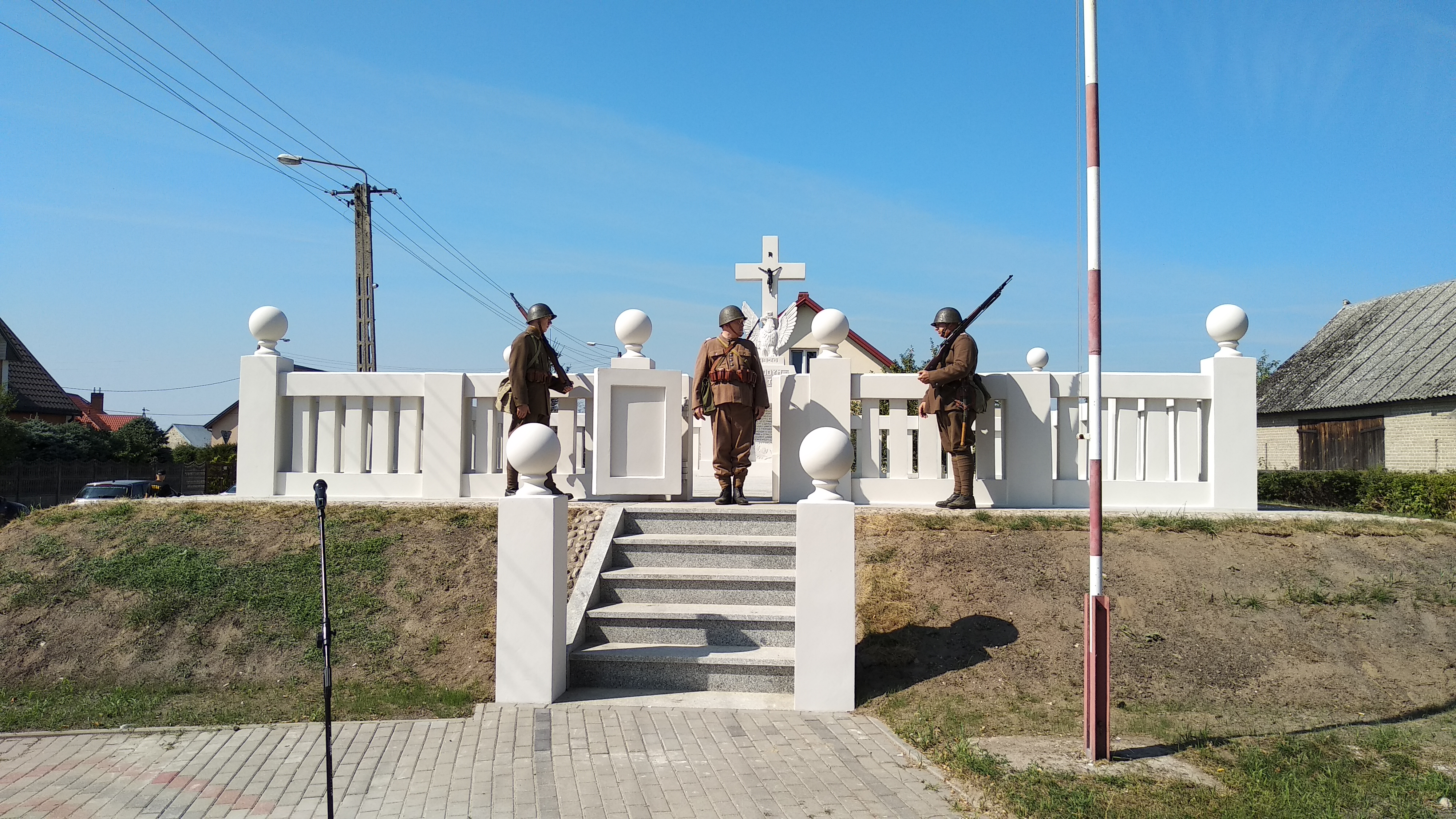
Warta honorowa rekonstruktorów WP II RP przed cmentarzem wojennym z 1920 roku - Pomnik Młodym Bohaterom z 1920

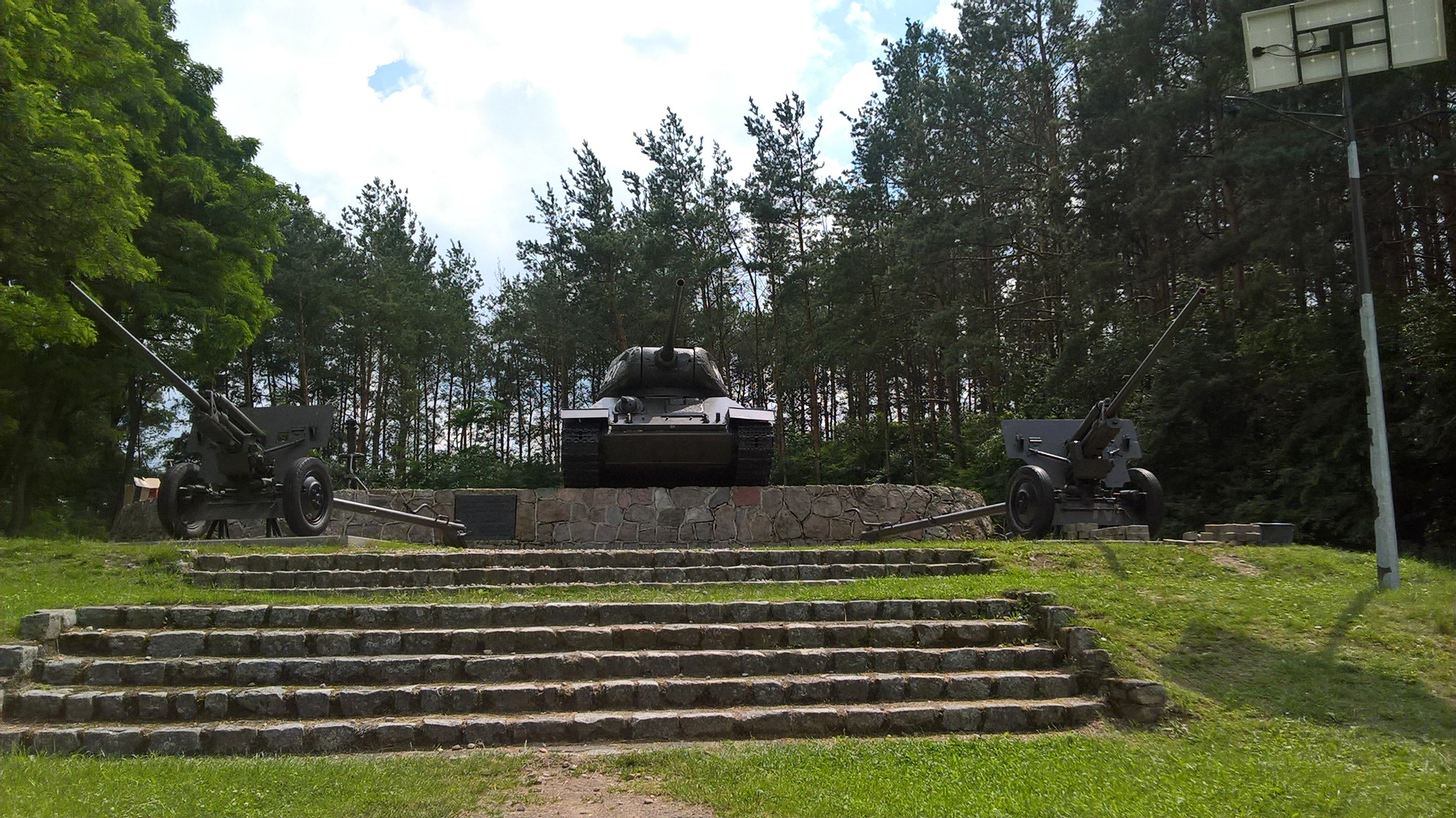
Pomnik ku czci poległych w walce z niemieckim faszyzmem w Nowogrodzie

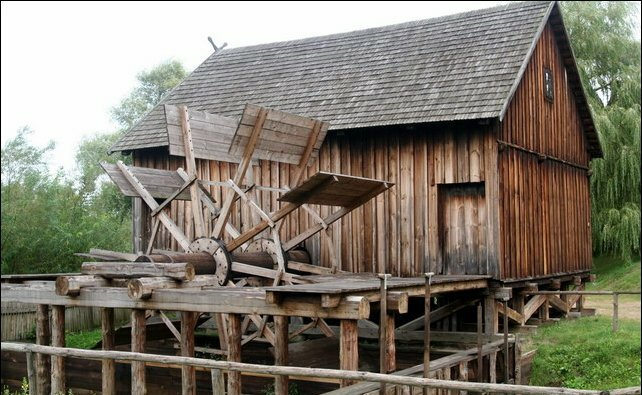
Młyn wodny - Skansen Kurpiowski im. Adama Chętnika w Nowogrodzie

- Zamek – za panowania króla Polski Kazimierza Wielkiego na wzgórzu Ziemowita powstał murowany zamek, jeden z najstarszych w tym regionie. Wykopaliska archeologiczne wykazały, że zamek wznosił się przed dworkiem stojącym obecnie na terenie skansenu, a od miasta oddzielała go fosa. Na wale wcześniej istniejącego w tym miejscu grodu odsłonięto w 1969 roku ślady budynku zakończonego poligonalną apsydą i podwaliny pod dużą szafę ołtarza, które są przypuszczalnie pozostałościami wzmiankowanego w źródłach drewnianego kościoła św. Barbary, istniejącego od XIV do XVII wieku.
- Skansen im. Adama Chętnika – jest ciekawym obiektem w Nowogrodzie, prezentującym budownictwo kurpiowskie (najczęściej XIX-wieczne). Skansen ten został założony w 1927 przez etnografa i działacza społecznego – Adama Chętnika. Wprawdzie podczas ostatniej wojny wiele zbiorów zostało zniszczonych bądź zagrabionych, jednak Adam Chętnik podjął starania na rzecz odbudowy skansenu i powiększenia ilości znajdujących się w nim eksponatów. Obecnie skansen kurpiowski, mający charakter parku etnograficznego, prezentuje walory architektoniczne ok. 3000 obiektów, pochodzących z okolicznych terenów[14].
- Kościół murowany pw. Narodzenia NMP – zabytkowy, pochodzi pierwotnie z XV w. Na przestrzeni lat był wielokrotnie przebudowywany po pożarach i zniszczeniach wojennych. Po zakończeniu ostatniej wojny, odbudowano go w latach 1946–1956 dzięki staraniom proboszczów: ks. Stanisława Prószyńskiego oraz Stanisława Miklaszewicza. W latach 1980–1982 wykonano polichromie wnętrza kościoła, ufundowano dzwony i odbudowano wieże.
- Plebania – murowana, znajduje się obok kościoła; zbudowana została w 1882 dzięki staraniom ówczesnego proboszcza ks. W. Sienkiewicza. Budynek plebanii również znajduje się w rejestrze obiektów zabytkowych. Kilkaset metrów od kościoła znajduje się parafialny cmentarz grzebalny (o pow. 2,8 ha) z bramą i 4 nagrobki o znaczeniu historycznym z 1850.
- Cmentarz wojenny żołnierzy polskich – z 1920; położony jest on w północno-zachodniej części Nowogrodu, w lasku przy ul. Sikorskiego. Teren cmentarza wojennego wyznaczony przez wkopane betonowe słupy.
- Pomnik Młodym Bohaterom z 1920 r. znajduje się przy ul. Miastkowskiej. Ma formę kopca otoczonego betonowym ogrodzeniem. Na kopcu betonowy pomnik z tablicą zwieńczony krzyżem i figurą orła białego. Na tablicy upamiętniającej widnieją nazwiska 42 żołnierzy. W mogile pochowano także 34 nieznanych żołnierzy polskich[15]. Pomnik powstał w 1923 roku aby upamiętnić bohaterską obronę Nowogrodu i Miastkowa żołnierzy 205 ochotniczego pułku piechoty poległych w walce z radzieckim korpusem kawalerii Gaja[16].
- Grodzisko stożkowate typu motte zwane „Górki”, położone na granicy Nowogrodu i wsi Jankowo-Młodzianowo. Od XIII do XIV wieku wznosiła się na nim drewniana wieża rycerska, którą otaczała palisada. Grodzisko broniło przeprawy na rzece Narwi. Badania na nim w 1967 roku prowadził archeolog Tadeusz Żurowski.
- Grodzisko „Kępa” leżące u ujścia rzeki Pisy do Narwi. Trójkątny cypel wyniesiony nad poziom wody około 3–4 m jest odcięty od lądu półokrągłym rowem w odległości 40 m i otoczony wałem w odległości 90 m. Grodzisko funkcjonowało od IX do XIII wieku, gdy osadnictwo z tego miejsca przeniesiona na miejsce dzisiejszego Nowogrodu.
- Cmentarz żydowski na wzgórzu przy końcu ul. Poległych.